# بيلة باغ (أملش الشمالي)
بیلة باغ (بالفارسية: پیله باغ) هي قرية تقع في إيران في قسم أملش الشمالی الريفي. يقدر عدد سكانها بـ 59 نسمة بحسب إحصاء 2016.